# 焼肉きんぐ
焼肉きんぐ(やきにくきんぐ)は、物語コーポレーションが運営する日本の焼肉チェーンのブランド。

## 概要
2024年6月で店舗数は324店舗。
テーブルオーダー制が特徴。
2022年5月31日、初めての「都市型ビルイン店舗」を東京都台東区浅草に開業した。

## 沿革
2007年3月、石川県野々市市ではじまった。
2023年4月、300店舗になった。

## 不祥事
2025年３月31日、名古屋市内の店舗で嘔吐客の放置トラブルが発生したことを報告し、「至らぬ点多々」「周囲へ配慮が不十分」と対応巡りホームページにて謝罪した。